# Fort Tammhausen

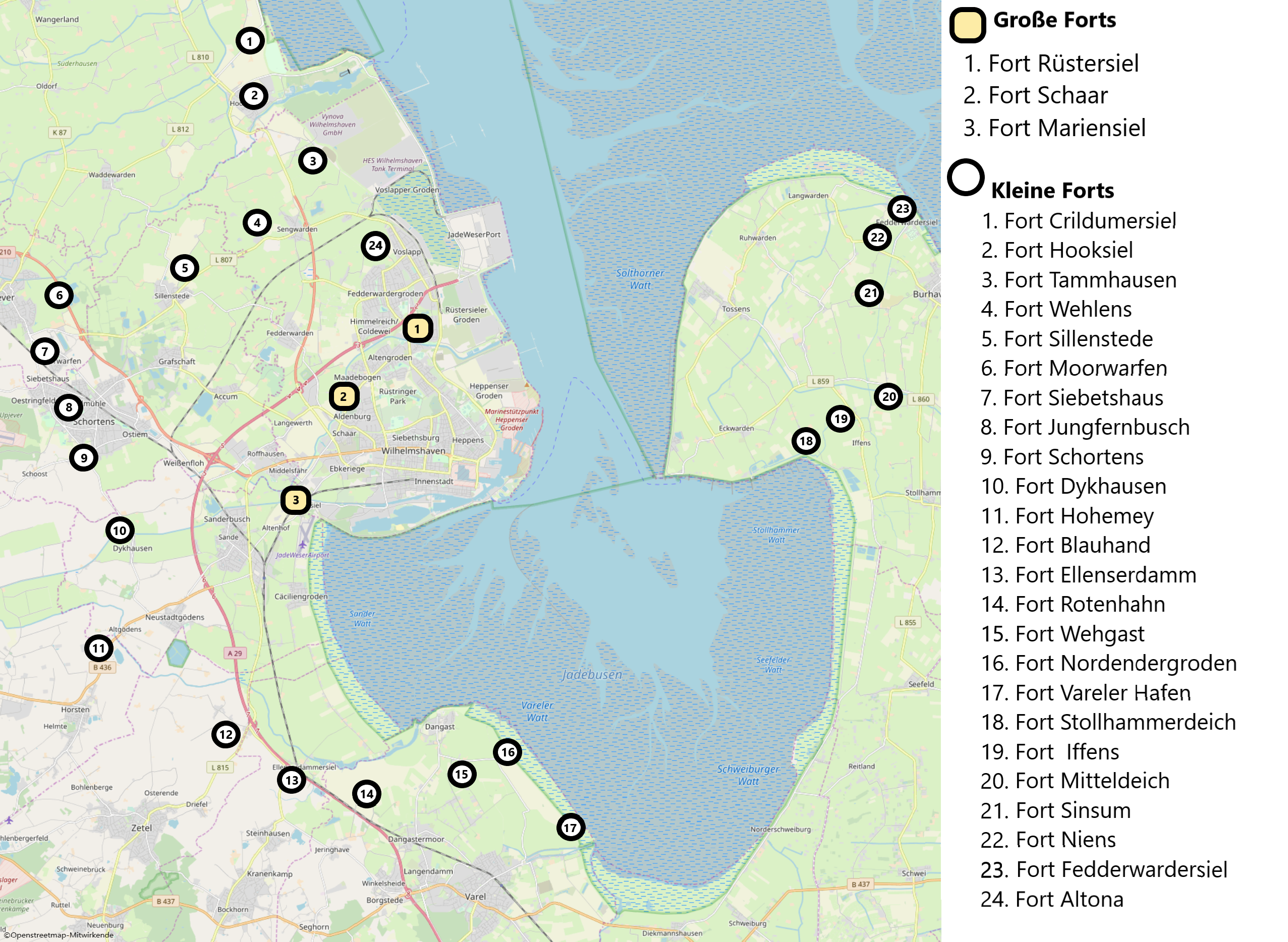
Position der Forts zum Schutz Wilhelmshavens.

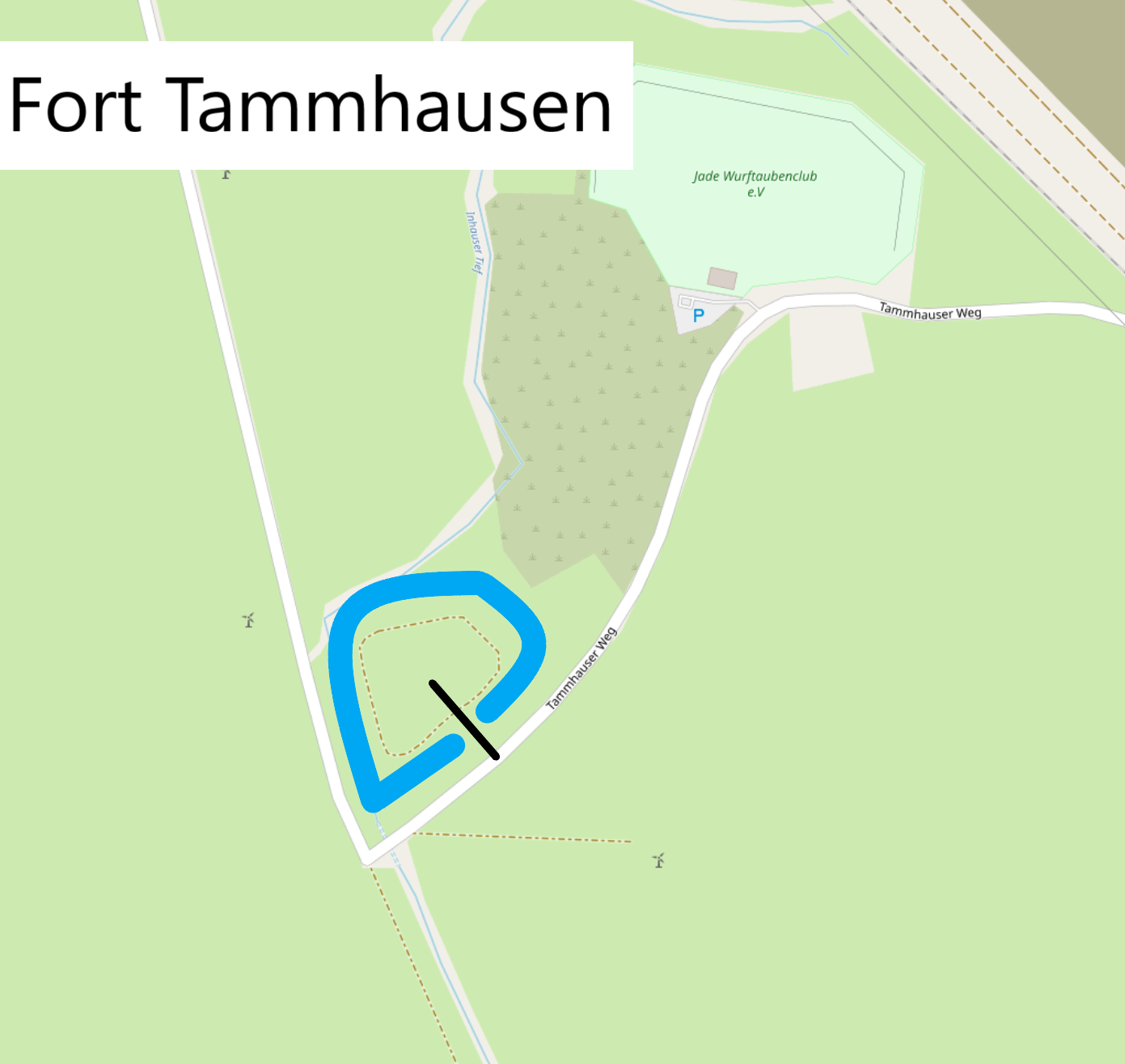
Umriss des Forts Tammhausen

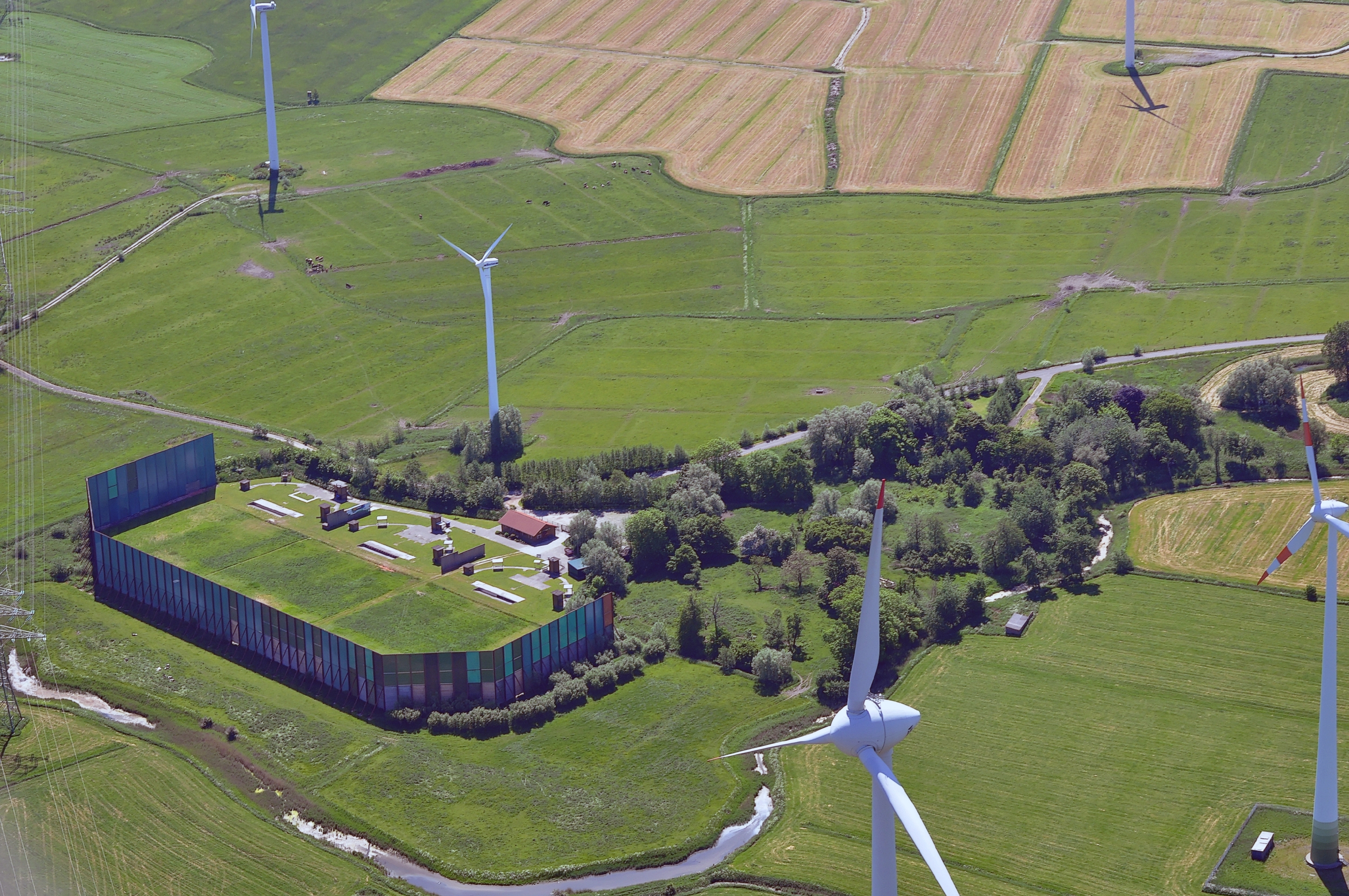
Am rechten Bildrand ist der schilfbewachsene Wassergraben des Forts zu erkennen.

Das Fort Tammhausen war eine Befestigungsanlage zum Schutz des Kriegshafens Wilhelmshaven.

## Lage
Das Fort wurde als geschlossene Lünette errichtet. Die Anlage war für zwei Züge Infanterie (~80 Mann) ausgelegt. Es liegt südwestlich der Wurtengruppe Tammhausen zwischen Hooksiel und Voslapp. Es ist im Norden und Westen vom Inhauser Tief eingefasst. Das Fort hat einen dreieckigen Grundriss und ist nach Nordwesten orientiert. Es ist 130 Meter lang und 120 Meter breit. Der Wall und die vorgelagerte Graft sind sehr gut erhalten. Der Wall hat eine Breite von 10 bis 20 Metern bei einer Höhe von 1 bis 2,5 Metern. Die Graft hat eine Breite von 10 bis 15 Metern.

## Geschichte
Die genaue Bauzeit des Forts ist nicht bekannt. Sie muss zwischen dem Deutsch-Französischen Krieg 1870/71 und dem Ersten Weltkrieg liegen. Südlich des Forts befand sich die Flakbatterie Memershausen und die Batterie Idschenhausen, die als Erdstellung realisiert wurden. Die Anlage wurde im Zweiten Weltkrieg reaktiviert und als Flakstellung benutzt, von der noch Reste eines Betonbunkers erhalten sind.

## Gegenwart
Das Fort steht aufgrund seiner militärhistorischen Bedeutung als Archäologisches Bodendenkmal unter Denkmalschutz.